# ChuChu (revista)
ChuChu va ser una revista de manga shōjo japonesa publicada per Shogakukan per a noies d'entre 11 i 14 anys. ChuChu es va convertir en una revista mensual el desembre de 2005. El 26 d'octubre de 2009, Shogakukan va anunciar que cancelava ChuChu. Va finalitzar el 28 de desembre de 2009.

## Sèries i mangakes que apareixen a ChuChu
- Kiyoko Arai
  - Yomogi Mochi Yake Ta?
- Nimi Fujita
  - Choco to mint to'
- Kirara Himekawa
- Natsumi Kawahara
- Naoto Kohaku
- Yukino Miyawaki
  - NG boy x Paradice
- Aqua Mizuto
  - ALMIGHTY x 10
- Kaya Nanashima
  - Makimodoshi no koi no uta
- Miyuki Ohbayashi
  - Sakura Zensen
- Kei Ouri
- Takemaru Sasami
  - Itako chan
  - Doki doki zukins
- Mikiko Satsuki
  - Koi pazzle
- Miwako Sugiyama
  - Royal green
  - Mitsuboshi love days
- Naomi Uramoto
  - Nattoku ponchi
- Tae Usami
  - Otome no heart mo kane shidai
- Yuu Yabuchi
  - Anicon
  - Hitohira no koi ga furu